# 广岛鲜花节
广岛鲜花节每年于日本法定假日5月黄金周举行，为期三天。活动期间，广岛市和平大道上就成了鲜花、音乐、舞蹈、巡游的海洋，还有各种颂扬和平的活动。鲜花节每年大约有100多万人参观，是广岛县最大的年度盛事之一。
每年鲜花节，广岛和平纪念公园南侧都会设置一座巨型的“花之塔”。

## 历史
该节日的起源是1975年广岛东洋鲤鱼队的日本职业棒球中央联盟冠军游行。在1977年的首届节日上，由于球迷数量过多，在日本红极一时的美国华裔模特儿安格妮丝·林不得不用消防车护送离开节日。 

## 主题
- 让广岛充满鲜花、绿色和音乐。
- 与所有人分享生命的光明和尊严。
- 呼吁广岛与世界进行热忱的文化和人员交流。